# Nagy Pál (plébános)
Nagy Pál (Szeged, 1830. január 6. – Budapest, 1905. február 2.) római katolikus plébános.

## Élete
Szülei Nagy Balázs és Szabó Apollónia, 1830. január 8-án keresztelték Szegeden. 1853. augusztus 14-én szentelték pappá. Segédlelkész volt Zichyfalván, Katalinfalván, Nagyszentmiklóson és Szeged-Belvárosban. 1860-tól plébános Csávoson, 1872-től Knézen (Temes megye). 1883-ban a koronás arany érdemkeresztet kapta. 1884-től plébános volt Mezőkovácsházán, 1895-től pedig tiszteletbeli alesperes 1895. október 15-én történt nyugdíjazásáig. 60 ezer koronát hagyott a község leányiskolájára. 
Cikke a temesvári Tört. és Rég. Értesítőben (V. 1879. Adatok Knéz temesvármegyei falu történetéhez).